# Driehuis
Driehuis (52° 27′ N, 4° 38′ L) é uma cidade dos Países Baixos, na província de Holanda do Norte. Driehuis pertence ao município de Velsen, e está situada a 8 km, a norte de Haarlem.
A área de Driehuis, que também inclui as partes periféricas da cidade, bem como a zona rural circundante, tem uma população estimada em 3320 habitantes.